# Indépendants de gauche
Pour les articles homonymes, voir IDG.
Le groupe des Indépendants de gauche (IdG) est le nom de deux groupes parlementaires de la Chambre des députés entre 1928 et 1936, qui ne recoupent pas exactement le même positionnement politique.

## XIVe législature
Durant la législature 1928-1932, c'est à l'origine un petit groupe de centre-gauche qui rassemble des individualités tenant à leur liberté de vote, mais qui doivent s'associer pour bénéficier de places en commissions parlementaires.
Ne regroupant à ses débuts que 15 membres, socialistes indépendants anciens de la SFIO (Alexandre Varenne, Jean-Michel Renaitour), hommes de gauche ou de centre-gauche sans étiquette (Alcide Delmont, son secrétaire, Henri Guernut, Guy La Chambre, Raymond Patenôtre), radicaux (Henry Paté), il gagne une dizaine d'adhésions au long de la législature.
En 1931 le président de groupe est Henri Guernut.

### Membres de la première mouture (1928-1932)[3]
| Député                     | Département     | XIIIe législature | XIIIe législature                             | XIVe législature | XIVe législature                                                 | XVe législature | XVe législature                           | XVIe législature | XVIe législature                          |
| -------------------------- | --------------- | ----------------- | --------------------------------------------- | ---------------- | ---------------------------------------------------------------- | --------------- | ----------------------------------------- | ---------------- | ----------------------------------------- |
| Lucien Besset              | Seine           |                   | Non élu                                       |                  | Indépendants de gauche                                           |                 | Indépendants de gauche                    |                  | Battu                                     |
| Auguste Brunet             | La Réunion      |                   | Radical et radical-socialiste                 |                  | Indépendants de gauche                                           |                 | Indépendants de gauche                    |                  | Union socialiste républicaine             |
| Camille Dahlet             | Bas-Rhin        |                   | Non élu                                       |                  | Indépendants de gauche                                           |                 | Gauche indépendante                       |                  | Indépendants d'action populaire           |
| Alcide Delmont             | Martinique      |                   | Républicain socialiste et socialiste français |                  | Indépendants de gauche                                           |                 | Indépendants de gauche                    |                  | Ne se représente pas                      |
| Jacques Dollat             | Aube            |                   | Non élu                                       |                  | Indépendants de gauche                                           |                 | Ne se représente pas                      |                  |                                           |
| Lucien Gasparin            | La Réunion      |                   | Radical et radical-socialiste                 |                  | Indépendants de gauche                                           |                 | Indépendants de gauche                    |                  | Républicain radical et radical-socialiste |
| Henri Guernut              | Aisne           |                   | Battu                                         |                  | Indépendants de gauche                                           |                 | Républicain radical et radical-socialiste |                  | Battu                                     |
| Charles Guilhaumon         | Hérault         |                   | Radical et radical-socialiste                 |                  | Indépendants de gauche                                           |                 | Battu                                     |                  |                                           |
| Guy La Chambre             | Ille-et-Vilaine |                   | Non élu                                       |                  | Indépendants de gauche                                           |                 | Gauche indépendante                       |                  | Républicain radical et radical-socialiste |
| Paul Malingre              | Seine           |                   | Non élu                                       |                  | Indépendants de gauche                                           |                 | Indépendants de gauche                    |                  | Battu                                     |
| Henry Paté                 | Seine           |                   | Non inscrit                                   |                  | Indépendants de gauche                                           |                 | Gauche radicale                           |                  | Battu                                     |
| Raymond Patenôtre          | Seine-et-Oise   |                   | Non élu                                       |                  | Indépendants de gauche                                           |                 | Indépendants de gauche                    |                  | Union socialiste républicaine             |
| Albert Perrin              | Isère           |                   | Non-élu                                       |                  | Indépendants de gauche                                           |                 | Républicain radical et radical-socialiste |                  | Républicain radical et radical-socialiste |
| Lucien Roche               | Yonne           |                   | Non élu                                       |                  | Indépendants de gauche                                           |                 | Battu                                     |                  | Battu                                     |
| Louis Rouquier             | Seine           |                   | Non élu                                       |                  | Indépendants de gauche                                           |                 | Battu                                     |                  | Battu                                     |
| Jean-Michel Renaitour      | Yonne           |                   | Battu                                         |                  | Indépendants de gauche                                           |                 | Gauche indépendante                       |                  | Gauche indépendante                       |
| Mouvements après 1929      |                 |                   |                                               |                  |                                                                  |                 |                                           |                  |                                           |
| Louis Rolland              | Maine-et-Loire  |                   | Non élu                                       |                  | Indépendants de gauche (1928)                                    |                 | Démocrate populaire (1929-1936)           |                  | Ne se représente pas                      |
| Alexandre Varenne          | Puy-de-Dôme     |                   | Parti socialiste                              |                  | Indépendants de gauche (Jusqu'en 1930)→Parti socialiste français |                 | Parti socialiste français (1930-1935)     |                  | Élu sénateur                              |
| Émile Borel                | Aveyron         |                   | Radical et radical-socialiste (1924-1929)     |                  | Indépendants de gauche (1929-1930)→Républicain socialiste        |                 | Parti républicain socialiste              |                  | Ne se représente pas                      |
| Eugène Lautier             | Guyane          |                   | Radical et radical-socialiste (1924-1929)     |                  | Indépendants de gauche (1929-1932)                               |                 | Ne se représente pas                      |                  |                                           |
| Jean-Pierre Mourer         | Bas-Rhin        |                   | Communiste (1928-1929)                        |                  | Indépendants de gauche (1930-1932)                               |                 | Gauche indépendante                       |                  | Indépendants d'action populaire           |
| Jean Paul Filhoud-Lavergne | Dordogne        |                   | Républicains de gauche (1928-1930)            |                  | Indépendants de gauche (1930-1932)                               |                 | Battu                                     |                  | Battu                                     |
| André Bardon               | Haute-Vienne    |                   | Gauche radicale (1929-1931)                   |                  | Indépendants de gauche (1931-1932)                               |                 | Gauche radicale                           |                  | Battu                                     |
| Paul Caujole               | Seine           |                   | Républicains de gauche (1928-1931)            |                  | Indépendants de gauche (1931-1932)                               |                 | Ne se représente pas                      |                  |                                           |
| Vincent Jacoulot           | Saône-et-Loire  |                   | Gauche sociale et radicale (1928-1931)        |                  | Indépendants de gauche (1931-1932)                               |                 | Décédé en 1931                            |                  |                                           |
| Louis Louis-Dreyfus        | Alpes-Maritimes |                   | Non élu                                       |                  | Indépendants de gauche (élu en 1930)                             |                 | Indépendants de gauche                    |                  | Ne se représente pas                      |
| Léon Thébault              | Ille-et-Vilaine |                   | Non élu                                       |                  | Indépendants de gauche (élu en 1930)                             |                 | Gauche indépendante                       |                  | Battu                                     |

## XVe législature
Après les élections de 1932 le groupe se scinde entre l'aile gauche, qui souhaitent rester un groupe qui regarde vers les radicaux socialistes, et l'aile droite qui se rapprochent de l'Alliance démocratique.
Quatre députés parmi le premier bloc recréent le groupe de la Gauche indépendante avec des nouveaux élus, qui reste au centre gauche ; huit autres sortants gardent le nom, mais s'opposent au nouveau Cartel des gauches et dérivent au centre droit.
Durant la législature 1932-1936 ses membres se réclament de l'Alliance démocratique et du Radicalisme indépendant.
Le groupe fut notamment présidé par René Besse.
Le secrétaire en fut Alcide Delmont de 1932 à 1936.

### Membres de la Deuxième mouture (1932-1936)[5]
| René Besse                         | Lot                |  | Battu                                                 |  | Indépendants de gauche                                        |  | Gauche démocratique et radicale indépendante                     |
| Lucien Besset                      | Seine              |  | Indépendants de gauche                                |  | Indépendants de gauche                                        |  | Battu                                                            |
| Aimery Blacque-Belair              | Seine              |  | Députés indépendants                                  |  | Indépendants de gauche                                        |  | Ne se représente pas                                             |
| Auguste Brunet                     | La Réunion         |  | Indépendants de gauche                                |  | Indépendants de gauche                                        |  | Union socialiste républicaine                                    |
| Maurice Burrus                     | Haut-Rhin          |  | Non élu                                               |  | Indépendants de gauche                                        |  | Indépendants d'action populaire                                  |
| Alcide Delmont                     | Martinique         |  | Indépendants de gauche                                |  | Indépendants de gauche                                        |  | Ne se représente pas                                             |
| Jean Deschanel                     | Eure-et-Loir       |  | Non élu                                               |  | Indépendants de gauche                                        |  | Gauche démocratique et radicale indépendante                     |
| Maurice Dormann                    | Seine-et-Oise      |  | Gauche radicale                                       |  | Indépendants de gauche                                        |  | Élu sénateur                                                     |
| Jacques-Louis Dumesnil             | Seine-et-Marne     |  | Républicain radical et radical-socialiste             |  | Indépendants de gauche (Jusqu'en 1935)                        |  | Élu sénateur                                                     |
| René Fayssat                       | Alpes-Maritimes    |  | Battu                                                 |  | Indépendants de gauche                                        |  | Battu                                                            |
| Jean Fernand-Laurent               | Seine              |  | Non élu                                               |  | Indépendants de gauche                                        |  | Indépendants républicains                                        |
| Lucien Gasparin                    | La Réunion         |  | Indépendants de gauche                                |  | Indépendants de gauche                                        |  | Républicain radical et radical-socialiste                        |
| Gaston Henry-Haye                  | Seine-et-Oise      |  | Députés indépendants                                  |  | Indépendants de gauche                                        |  | Élu sénateur                                                     |
| Louis Louis-Dreyfus                | Alpes-Maritimes    |  | Indépendants de gauche                                |  | Indépendants de gauche                                        |  | Ne se représente pas                                             |
| Henri Malet                        | Charente           |  | Non élu                                               |  | Indépendants de gauche                                        |  | Battu                                                            |
| Paul Malingre                      | Seine              |  | Indépendants de gauche                                |  | Indépendants de gauche                                        |  | Battu                                                            |
| Jean Médecin                       | Alpes-Maritimes    |  | Non élu                                               |  | Indépendants de gauche                                        |  | Gauche démocratique et radicale indépendante                     |
| Guy Menant                         | Mayenne            |  | Non élu                                               |  | Indépendants de gauche                                        |  | Ne se représente pas                                             |
| Jean Montigny                      | Aveyron            |  | Radical et radical-socialiste                         |  | Indépendants de gauche                                        |  | Gauche démocratique et radicale indépendante                     |
| Albert Nast                        | Seine-et-Marne     |  | Indépendants de gauche                                |  | Indépendants de gauche                                        |  | Battu                                                            |
| Raymond Patenôtre                  | Seine-et-Oise      |  | Indépendants de gauche                                |  | Indépendants de gauche                                        |  | Union socialiste républicaine                                    |
| Paul Poncet                        | Seine              |  | Députés indépendants                                  |  | Indépendants de gauche (Jusqu'en 1933)→Républicain socialiste |  | Battu                                                            |
| Alfred Wallach                     | Haut-Rhin          |  | Non élu                                               |  | Indépendants de gauche                                        |  | Alliance des républicains de gauche et des radicaux indépendants |
| Ont fait une déclaration d'entente |                    |  |                                                       |  |                                                               |  |                                                                  |
| Pierre Baudouin-Bugnet             | Doubs              |  | Action démocratique et sociale                        |  | Indépendants de gauche                                        |  | Gauche démocratique et radicale indépendante                     |
| Maurice Foulon                     | Seine              |  | Députés indépendants                                  |  | Indépendants de gauche                                        |  | Battu                                                            |
| Claude Pradel                      | Puy-de-Dôme        |  | Non élu                                               |  | Indépendants de gauche                                        |  | Ne se représente pas                                             |
| Arrivées après 1932                |                    |  |                                                       |  |                                                               |  |                                                                  |
| Philippe Serre                     | Meurthe-et-Moselle |  | Non élu                                               |  | Indépendants de gauche (1933-1936)                            |  | Gauche indépendante                                              |
| Firmin Tristan                     | Seine              |  | Non élu                                               |  | Indépendants de gauche (1934-1936)                            |  | Gauche démocratique et radicale indépendante                     |
| Paul Creyssel                      | Saône-et-Loire     |  | Républicain radical et radical-socialiste (1932-1935) |  | Indépendants de gauche (1935-1936)                            |  | Alliance des républicains de gauche et des radicaux indépendants |

## Sénat
En 1933, un groupe des Indépendants se forma, dans lequel notamment Pierre de Chambrun siégea, et totalisa sept sénateurs.